# U-Bahnhof Berne
Der U-Bahnhof Berne ist ein U-Bahnhof der Linie U1 der Hamburger U-Bahn, die hier in einem Geländeeinschnitt verläuft, im Stadtteil Farmsen-Berne. Das Kürzel der Station bei der Betreiber-Gesellschaft Hamburger Hochbahn lautet „BE“. Der U-Bahnhof hat täglich 16.478 Ein- und Aussteiger (Mo–Fr, 2019).

## Lage und Verkehr
Das heutige Stationsgebäude geht auf einen Entwurf von Horst Sandtmann zurück und wurde von 1961 bis 1967 errichtet. In seiner ursprünglichen Form war der obere Zugang mit seinen Räumen zwischen vier Stahlbögen aufgehängt und zeigt nach Nordwesten eine Glasfront. Spätere Umbauten haben die Aufhängung durch einen Flachdachumbau verdeckt, außerdem wurde Platz für einen zusätzlichen Laden geschaffen. Die Fußgängerbrücke verbindet die Stadtteile Farmsen-Berne und Rahlstedt, genauer deren Ortsteile Berne und Oldenfelde.
Die Station liegt 1,2 km von Oldenfelde und 1,7 km von der Station Meiendorfer Weg entfernt, sie wird von der Linie U1 tagsüber im 10-Minuten-Takt bedient. Montags bis freitags zwischen 6:00 und 8:30 Uhr sowie zwischen 16:00 und 19:30 Uhr ist die Zugfolge auf 5 Minuten verdichtet. In den Nächten auf Sonnabend und Sonntag wird die Station im Rahmen des durchgehenden Nachtverkehrs im 20-Minuten-Takt angefahren.
Im Umfeld des Bahnhofs befinden sich Haltestellen für fünf Buslinien (17, 167, 168, 368, 275), außerdem hält hier eine Nachtbuslinie (617).
Das dritte Gleis dient dem Test- und Probebetrieb der Hochbahn. Stadtauswärts, zwischen dem Bahnsteigsende und der Brücke „Fasanenweg“, werden die drei Gleise mit Weichen verbunden.
Nördlich des Bahnhofs befindet sich ein Parkhaus für den Park-and-ride-Verkehr.

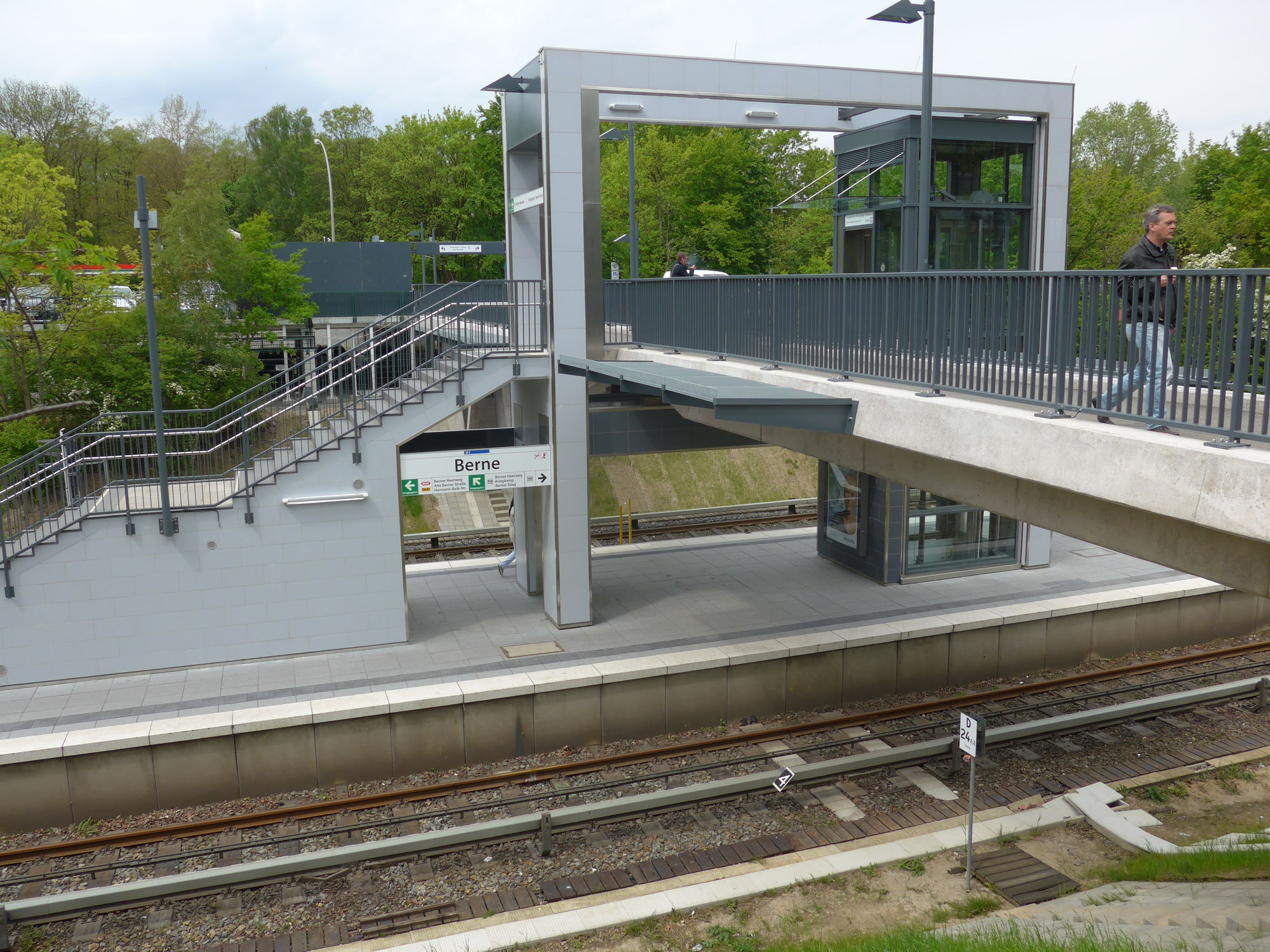
Barrierefreier Zugang

Die Station ist seit dem 15. Januar 2015 barrierefrei ausgebaut.
Ende Mai 2017 wurde eine neue B+R-Anlage mit 750 Fahrradstellplätzen in Betrieb genommen, dies ist derzeit die größte Anlage dieser Art bei der Hamburger Hochbahn.

## Entwicklung

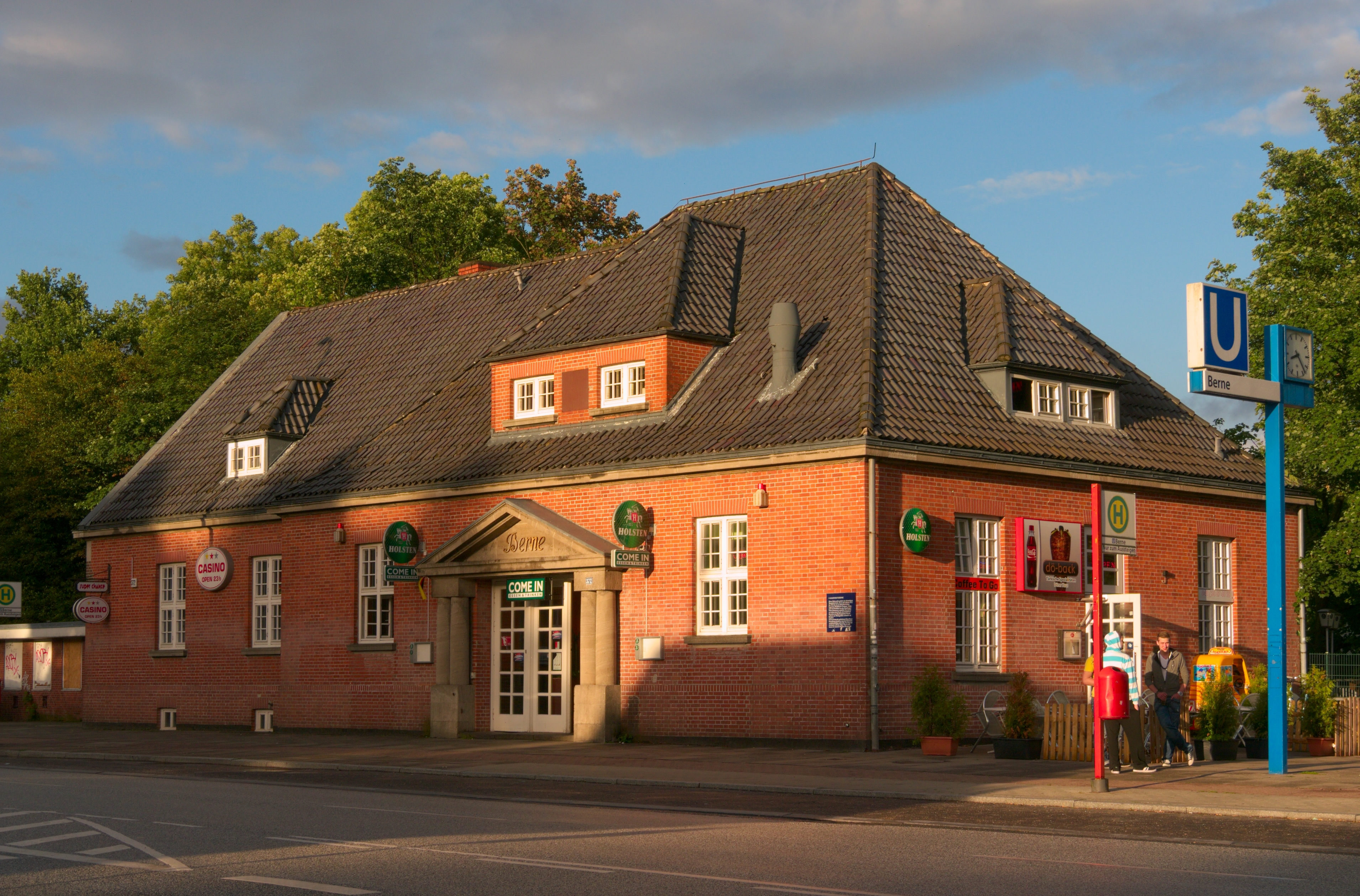
Altes Bahnhofsgebäude, Entwurf: Eugen Göbel

Der Hamburger Senat beschloss 1912 die Ergänzung des U-Bahnringes nach Osten, um die hamburgischen Exklaven anzubinden und die Grundstücke für die Besiedlung besser zu vermarkten. Da auch preußisches Hoheitsgebiet betroffen war, wurde ein Staatsvertrag zwischen Hamburg und Preußen geschlossen und die Walddörferbahn von der Hamburger Hochbahn im Auftrag des Senats gebaut.
In Berne, das seit dem Mittelalter zu Hamburg gehörte, wurde ein repräsentatives Bahnhofsgebäude nach Plänen von Eugen Göbel errichtet. Als Siedlungsgebiet wurden Pläne für die Gartenstadt Berne und weitere Siedlungen in Angriff genommen. Eine mittlerweile abgerissene Brücke verband das Bahnhofsgebäude mit dem Mittelbahnsteig und überbrückte auch das Güterbahngleis, für das hier kein Haltepunkt vorgesehen war. Das zweite Gleis wurde 1923 in Betrieb genommen.
Erst in den 1960er Jahren wurde ein direkter Stationszugang von Oldenfelde geschaffen, nachdem hier eine dichtere Besiedelung entstanden war.
Bereits vor dem Bau der Walddörferbahn bestand eine Güter-Kleinbahnverbindung zwischen Oldenfelde und Volksdorf. Das heutige Testgleis zwischen Farmsen und Berne liegt auf der alten Trasse. Westlich der Bekassinenau befinden sich Verlademöglichkeiten, die für Baumaterial benutzt werden.
| Linie | Verlauf |
| ----- | --- |
| U 1   | Norderstedt Mitte – Richtweg – Garstedt – Ochsenzoll – Kiwittsmoor – Langenhorn Nord – Langenhorn Markt – Fuhlsbüttel Nord – Fuhlsbüttel – Klein Borstel – Ohlsdorf – Sengelmannstraße (City Nord) – Alsterdorf – Lattenkamp (Sporthalle) – Hudtwalckerstraße – Kellinghusenstraße – Klosterstern – Hallerstraße – Stephansplatz (Oper/CCH) – Jungfernstieg – Meßberg – Steinstraße – Hauptbahnhof Süd – Lohmühlenstraße – Lübecker Straße – Wartenau – Ritterstraße – Wandsbeker Chaussee – Wandsbek Markt – Straßburger Straße – Alter Teichweg – Wandsbek-Gartenstadt – Trabrennbahn – Farmsen – Oldenfelde – Berne – Meiendorfer Weg – Volksdorf / Streckenast Ohlstedt – Buckhorn – Hoisbüttel – Ohlstedt \ Streckenast Großhansdorf – Buchenkamp – Ahrensburg West – Ahrensburg Ost – Schmalenbeck – Kiekut – Großhansdorf |